# Johann Samuel Kessler
Johann Samuel Kessler (Nagyszeben, 1771. – Eberach, 1796.) erdélyi szász költő, katonatiszt.

## Életpályája
Fiatalon katona lett az oláh határőrezredben; később a Mitrovski gyalogezredben zászlóssá (Fähnrich) léptették elő. A Sturm und Drang hangnemében írt versei, amelyeken Shakespeare, Schiller és Rousseau hatása érződik, csak korai halála után jelentek meg Papiere aus dem Nachlasse eines kaiserlichen Offizieres címen. 